# Gardone Riviera
Gardone Riviera je obec v provincii Brescia v italském regionu Lombardie na západním břehu Gardského jezera.

## Památky a zajímavosti
- Vittoriale degli Italiani ("svatyně italských vítězství") je někdejší rezidence básníka Gabriela D'Annunzia. Věnoval ji italskému státu před svou smrtí. Nyní je zde národní památník a nachází se tu rychlá válečná loď MAS a letadlo, se kterým D'Annunzio útočil na Vídeň.
- V místním auditoriu britská hudební skupina King Crimson nahrála své písně "Three of a Perfect Pair" a "Blastic Rhino" pro album Heavy ConstruKction (nahrané 21. června 2000).
- Botanická zahrada André Hellera (Giardino Botanico Fondazione André Heller), rovněž nazývaná Botanická zahrada A. Hrusky (Giardino Botanico A. Hruska) je botanická zahrada, kterou udržuje umělec André Heller.

## Osobnosti obce
- Gabriele d'Annunzio (1863 - 1938), básník, spisovatel a válečný hrdina, myšlenkový původce italského fašismu a přítel Mussoliniho

## Partnerská města
- Arcachon, Francie, 1980
- Pescara, Itálie, 2010